# 时雨羽衣
時雨羽衣（日语： Shigure Ui，5月30日—）是日本的插畫家、漫画家、虛擬YouTuber。

## 經歷
时雨羽衣出生於日本三重縣四日市市，畢業於一所藝術大學，目前居住在東京都。在為一家遊戲公司工作後，開始了自由插畫師的生涯。
時雨羽衣曾負責Hololive所屬虛擬YouTuber大空昴的角色設計，大空昴於2018年8月開始活動。在大空昴開始活動後，她偶爾會作為來賓出現在大空昴的直播中。 第一次作為來賓出現時，她有一個2D的虛擬形象，但是該形象並不會動。在2019年1月的一次直播中，大空昴提到「希望能讓時雨羽衣的2D形象動起來」，因此時雨羽衣將她的形象Live2D化，並在2019年5月開始作為虛擬YouTuber出道，直播內容主要是聊天、繪畫直播與遊戲實況。
2021年5月30日，宣布了3D模型的製作决定，3D模型由雨谷怜製作，2022年1月16日正式披露。
2022年5月25日，時雨羽衣的首張個人音樂專輯發行。2023年9月10日，她在YouTube上公開自身的蘿莉立體造型模型和《肅聖！！蘿莉神鎮魂曲☆》的音樂錄像，後者於網絡上爆紅，共同推動其YouTube頻道訂閱量的增長，令之突破100萬。
2024年，由时雨羽衣負責角色設計的另一位虛擬YouTuber千燈夕陽，於2024年5月2日在卟啵電競開始活動。
2024年10月22日，時雨羽衣YouTube頻道訂閱量突破200萬。
2025年3月14日至4月6日，臺灣臺北市中山區Ou-En Cafe台北本店舉辦時雨羽衣首次海外個展「時雨羽衣Art Cafe」。

## 人物
據時雨羽衣所述，受到母親的影響，她在小時候開始畫女孩子。她也提到自己受到種村有菜、伊東雜音和藤原可可亞的影響。

## 主要作品

### 插画
- （電擊文庫，作者：麻宮楓）
- （Fami通文庫，作者：三田千惠）
- （角川Sneaker文庫，作者：藤宮カズキ）
- （MF文庫J，作者：総夜ムカイ）
- （作者：識原佳乃）
- 青梅竹馬絕對不會輸的戀愛喜劇（2019年6月—2025年2月，電擊文庫，作者：二丸修一）
- （講談社輕小說文庫、作者：こまつれい）
- （Fami通文庫、作者：三田千惠）
- （2021年7月，DASH X文庫（日语：ダッシュエックス文庫））

### 动画
- 舞武器·舞乱伎 星之巨人（第22话OP）
- 青春豬頭少年（动画化应援插画）
- （角色原案：街田美樹）
- WIXOSS DIVA(A)LIVE（日语：WIXOSS DIVA(A)LIVE）（2021年，角色設計）
- 青梅竹馬絕對不會輸的戀愛喜劇（2021年，原作插畫）

### 漫画
- （芳文社）2015年12月号 - 2016年8月号
- - 「Avalon ～bloom～」（2019年7月 girls×garden comics）
- - 「Avalon Alter ～karma～」（2019年7月 girls×garden comics）

### 画集
- 与雨相恋：时雨羽衣插画作品集（玄光社）

### 虛擬YouTuber角色设计
- 自己
- 大空昴（Hololive所属）[7]
- （VSPO!所属）

### 同人誌
- 名取紗那（日语：名取さな） 公式同人誌 （2021年1月，KADOKAWA）

### 其他
- WIXOSS（TCG）（日语：WIXOSS）（卡片插畫）
- （溫泉女孩、角色原案）

## 音樂作品

### 音樂專輯
| #   | 發售日期      | 專輯名稱   | 唱片公司        | 規格產品編號                                 | 發行方式         | 備註 |
| --- | ------------- | ---------- | --------------- | -------------------------------------------- | ---------------- | ---- |
| 1st | 2022年5月25日 | 雨尚未停止 | umbrella record | SNCL-66                                      | CD、數碼音樂下載 |      |
| 2st | 2024年9月11日 | fiction    | EMI Records     | UPCH-20678（通常盤）UPCH-29477（初回限定盤） | CD、數碼音樂下載 |      |

### 參加作品
| 發布日期      | 專輯名稱        | 演唱者 | 歌曲名           | 備註 |
| ------------- | --------------- | --- | ---------------- | ---- |
| 2021年3月24日 | SPOTLIGHT vol.1 | 時雨羽衣 |                  |      |
| 2021年3月24日 | SPOTLIGHT vol.1 | 神樂七奈、時雨羽衣 |                  |      |
| 2021年3月24日 | SPOTLIGHT vol.1 | 相羽初葉、天神子兔音、somunia、健屋花那、神樂Mea、神樂七奈、獅子神蕾歐娜、拉特娜·葡蒂、時雨羽衣、櫻凛月、花鋏鏡、龍胆尊、KMNZ | キセキ           |      |
| 2022年1月26日 | SPOTLIGHT vol.2 | 時雨羽衣 |                  |      |
| 2022年1月26日 | SPOTLIGHT vol.2 | 潤羽露西婭、時雨羽衣 | Fantastic future |      |
| 2022年1月26日 | SPOTLIGHT vol.2 | 杏戶Uge、犬山玉姬、VESPERBELL、潤羽露西婭、大空昴、神樂七奈、時雨羽衣、白雪深白、SIRO、白銀諾艾爾、宗谷Ichika、somunia、      |                  |      |

## 出演

### 電視節目
- 沼にハマってきいてみた（日语：沼にハマってきいてみた）（2021年4月5日、NHK教育頻道）

### 活動
- VTuber Fes Japan 2022 DAY2（2022年4月30日、幕張展覽館）
- 時雨羽衣5周年演唱會“masterpiece”（2024年10月2日、橫濱國際平和會議場）[18]

## 备注
1. ↑  原为日语，但因一般用其平假名写法，并经本人同意，将“忧”替换为现中文译名“羽衣”。[3][4]